# 国投电力
国投电力控股股份有限公司，于2002年由湖北兴化与国家开发投资公司(简称“国投公司”)进行资产置换后变更登记设立，办公总部设在北京。国投电力主要投资建设、经营管理以电力生产为主的能源项目，拥有大量火电厂和雅砻江水电52%股份/大朝山水电站/小三峡水电站，电力主要输往四川、天津、广西、云南、甘肃和江苏。

## 资产概况
截止2017年底公司已投产控股装机容量3162万千瓦，其中水电装机1672万千瓦、占比52.88%，火电装机1375.6万千瓦、占比43.5%，风电装机98.6万千瓦、占比3.12%，光伏装机15.8万千瓦、占比0.5%。
截至2017年12月31日，公司总资产2082.88亿元，归属于上市公司股东的净资产305.55亿元，归属于上市公司股东的净利润32.32亿元，资产负债率70.85%。